# 陈扶生
陈扶生（1923年7月—2014年11月19日），河北省深县人。中国政治人物。
毕业于河北省抗战学院。1950年5月至1960年7月，历任共青团湖北省委宣传部部长、副书记、第二书记、第一书记、共青团中央委员会常委。1960年7月，任湖北省委宣传部副部长。1972年，任湖北省社科院副院长。1983年，任湖北省委宣传部部长。2014年11月19日去世。